# Óscar Karpenkopf
Óscar Hugo Karpenkopf (ur. 10 maja 1944) – argentyński judoka. Olimpijczyk z Tokio 1964, gdzie zajął dziewiąte miejsce wadze lekkiej.

## Letnie Igrzyska Olimpijskie 1964
| Konkurencja | Eliminacje             | Eliminacje             | Eliminacje              | Klas. końcowa |
| Konkurencja | Przeciwnik I           | Przeciwnik II          | Przeciwnik III          | Miejsce       |
| ----------- | ---------------------- | ---------------------- | ----------------------- | ------------- |
| -68 kg      | René Arredondo (MEX) Z | Gerhard Zotter (AUT) P | Vicente Uematsu (PHI) P | 9.            |